# 諧鐸
諧鐸，是清代作家沈起鳳的著作。
諧鐸是一部志怪小說集，存乾隆五十七年（1792年）刊本。內容由“谐”、“铎”两部分构成，“谐”為“铎”生發的根据，“铎”指从“谐”引申出来的教义。

## 章節
- 卷一

<狐媚> <虎痴> <鸡淡> <獭祭> <蚁封> <龟鉴> <兔孕> <雉媒>
- 卷二

<屏角相郎> <笔头减寿> <讨猫檄> <祭蠹文> <隔牖谈诗> <垂帘论曲>  <考牌逐腐鬼> <妙画代良医>
- 卷三

<娇娃皈佛> <老面鬼> <遮眼神> <烧录成名> <读书贻笑> <镜戏> <帖嘲> <一钱落职> <两指题旌>
- 卷四

<酒戒> <色戒> <财戒> <气戒> <侠妓教忠> <雏伶尽孝> <丐妇殉节> <营卒守义> <桃夭村> <荆棘里>
- 卷五

<恶饯奇婚> <泄气生员> <菜花三娘子> <泥傀儡>
- 卷六

<上清官除妖> <苏三> <葛九> <奇女雪怨> <达士报恩> <梦中梦> <身外身> <面目轮回> <能诗贼>
- 卷七

<有根女> <鬼妇持家> <鄙夫训世> <虫书> <兽谱> <黑衣太仆> <鲛奴> <犬婢>
- 卷八

<棺中鬼手> <十姨庙> <车前数典> <骡后谈书> <死嫁> <生吊> <术士驱蝇> <壮夫缚虎>
- 卷九

<嘲吴蒙> <赛齐妇> <村姬毒舌> <蘸妇冰心> <地师身后劫> <节母死时箴> <顶上圆光> <掌中秘戏> <眼前杀报> <脑后淫魔>
- 卷十

<道人神相> <蟪蛄郡> <蜣螂城> <鬼嫖> <神赌> <梦里家园> <命中姻眷> <臭桂> <祥鸦>
- 卷十一

<老僧辨奸> <青衣捕盗> <正士驱邪> <恶客除淫> <芙蓉城香姑子> <扫帚村钝秀才> <三杖惩奴> <片言保赤> <盗师> <鬼婿> <书神作祟> <病鬼延医>
- 卷十二

<南部> <北里> <贫儿学谄> <才士惩骄> <卜将军庙灵签> <怕婆县令> <吕仙宝筏> <大士慈航> <天府贤书>

## 出版书目
- 《谐铎》，（清）沈起鳳著，乔雨舟校点，人民文学出版社，1985年。

## 评价
邱炜萲说：“谈狐说鬼者，自以纪昀《阅微草堂笔记》为第一，蒲松龄《聊斋志异》次之，沈起凤《谐铎》又次之。”:605